# Akidomorychus
Akidomorychus – rodzaj chrząszczy z rodziny otrupkowatych i podrodziny Byrrhinae. Obejmuje cztery opisane gatunki. Zamieszkują południowo-wschodnią Australię.

## Morfologia
Chrząszcze o krótkim, szerokim ciele długości od 2 do 4 mm. Ubarwienie wierzchu ciała jest metaliczne lub czarne, czułków i głaszczków żółtobrązowe do rudobrązowego, odnóży rudobrązowe, a spodu ciała rudobrązowe do czarnego. Wierzch ciała porastają długie, delikatne, sterczące włoski ciemne oraz krótkie, przylegające do półwzniesionych włoski barwy żółtej, białej lub rudej, spód zaś porośnięty jest przeciętniej długości włoskami przylegającymi.
Głowa jest niemal tak długa jak za oczami szeroka, mocno opadająca, o dość małych i niewyłupiastych oczach, co najwyżej nieznacznie zasłoniętych panewkach czułkowych oraz dość dużej wardze górnej z wyraźnym rowkiem poprzecznym u nasady i prawie ściętym szczytem. Zbudowane z jedenastu członów czułki wieńczy cztero- lub pięcioczłonowa buławka. Aparat gębowy dysponuje szerokimi, prawie trójkątnymi, trójzębnymi żuwaczkami z wyraźnymi listewkami grzbietowymi i bez moli, krótkimi i gęsto obrośniętymi szczecinkami żuwkami oraz wrzecionowatymi członami szczytowymi głaszczków. Poprzeczną gulę wygraniczają odległe szwy gularne. 
Przedplecze jest około dwukrotnie szersze niż dłuższe, najszersze w tyle, o szeroko zaokrąglonej do prawie ściętej przedniej krawędzi, małych i ostrych kątach przednich, prostych lub lekko zafalowanych brzegach bocznych z pełnymi, acz bardzo wąskimi listewkami krawędziowymi, wystających i ostrych kątach tylnych oraz nieobrzeżone, nieco kątowo zgiętej krawędzi tylnej z wyraźną listewką dodatkową. Tarczka jest mała, nieco dłuższa niż szersza i prawie zaostrzona na wierzchołku. Pokrywy są prawie tak długie jak szerokie, najszersze w przedniej ⅓ lub w połowie długości, od niespełna dwóch do niespełna trzech razy dłuższe od przedplecza, po bokach równomiernie zakrzywione do lekko zafalowanych, o wyraźnych kątach barkowych i dość wąskich, ku tyłowi zwężonych i przy tylnym brzegu zapiersia zakończonych, na przedzie wciśniętych epipleurach. Nie występuje tylna para skrzydeł.
Podgięcie przedplecza ma w tylnej części wciski na przydatki. Przedpiersie ma część przedbiodrową lekko sklepioną, opatrzoną parą rowków na czułki i wciskiem na głowę. Wyrostek przedpiersia ma boki równoległe lub lekko ku tyłowi zbieżne, a szczyt ścięty lub szeroko zaokrąglony. Panewki przednich bioder są mocno poprzeczne, szeroko od wewnątrz i zewnątrz otwarte, a same biodra od dwóch do trzech razy dłuższe od przedbiodrowej części przedpiersia, walcowate, z odsłoniętymi krętarzykami i małymi płytkami lub bez płytek. Mocno poprzeczne śródpiersie ma krótki, szeroki i na szczycie wykrojony wyrostek międzybiodrowy. Środkowe biodra są lekko poprzeczne, o odsłoniętych krętarzykach i krótkich płytkach. Krótkie zapiersie pozbawione jest linii zabiodrowych, miewa natomiast linię łączącą panewki i przecinającą nasadę jego wyrostka. Anepisternity zatułowia są wolne i w całości widoczne, od przodu ku tyłowi zwężające się. 
Stosunkowo krótkie odnóża mają uda z rowkami do chowania goleni, golenie rozszerzone i zaopatrzone w kolcowate szczecinki i długie włoski na zewnętrznych krawędziach oraz pięcioczłonowe stopy (czwarty zredukowany) i zwieńczone niezmodyfikowanymi pazurkami. Golenie przedniej pary są silnie rozszerzone, najszersze pośrodku i opatrzone rowkiem do chowania stóp, zaś pozostałe golenie rozszerzone są słabiej i najszersze w odsiebnych ćwiartkach.
Długość odwłoka wynosi od ⅔ do ¾ jego szerokości u nasady. Na jego spodzie widać pięć sternitów, z których pierwszy wypuszcza krótki, szeroki, ścięty na przedzie wyrostek międzybiodrowy i ma parę lekkich wcisków przednio-bocznych do chowania tylnych odnóży, a ostatni jest tak długi jak dwa poprzednie razem wzięte lub jeszcze trochę dłuższy. Edeagus samca cechuje się symetryczną, w przybliżeniu tak szeroką jak długą fallobazą z wąsko zaokrąglonym płatem nasadowym, rozbieżnymi, stopniowo ku zaokrąglonym szczytom zwężonymi i na dośrodkowych brzegach wykrojonymi paramerami oraz stopniowo ku wierzchołkowi zwężonym, na szczycie wąsko zaokrąglonym i wciętym płatem środkowym (prąciem). Samica ma przynajmniej trochę dłuższe niż szersze pokładełko o wydłużonych i ścieśnionych płatach odsiebnych z wierzchołkowo umieszczonymi, silnie zesklerotyzowanymi, ostrogowatymi, szeroko na szczycie zaokrąglonymi w widoku bocznym gonostylikami.

## Rozprzestrzenienie
Owady australijskie, rozmieszczone od Australii Południowej po Nową Południową Walię i Wiktorię.

## Taksonomia
Rodzaj ten wprowadzony został w 2013 roku przez Johna F. Lawrence’a, Adama Ślipińskiego, Olafa Jägera i Andreasa Pütza na łamach „Zootaxa”. Nazwa rodzajowa to połączenie greckiego ἀκίς (akis) lub ἀκίδος (akidos), oznaczającego „zadzior” lub „szpic”, z nazwą rodzaju Morychus i stanowi odniesienie do kształtu gonostylików. Gatunkiem typowym wyznaczono Pedilophorus polychromus.
Do rodzaju należą cztery opisane gatunki:
- Akidomorychus comatus (Oke, 1932)
- Akidomorychus polychromus (Lea, 1920)
- Akidomorychus raucus (Blackburn, 1891)
- Akidomorychus venustus (Wilson, 1921)